# Luteolyse

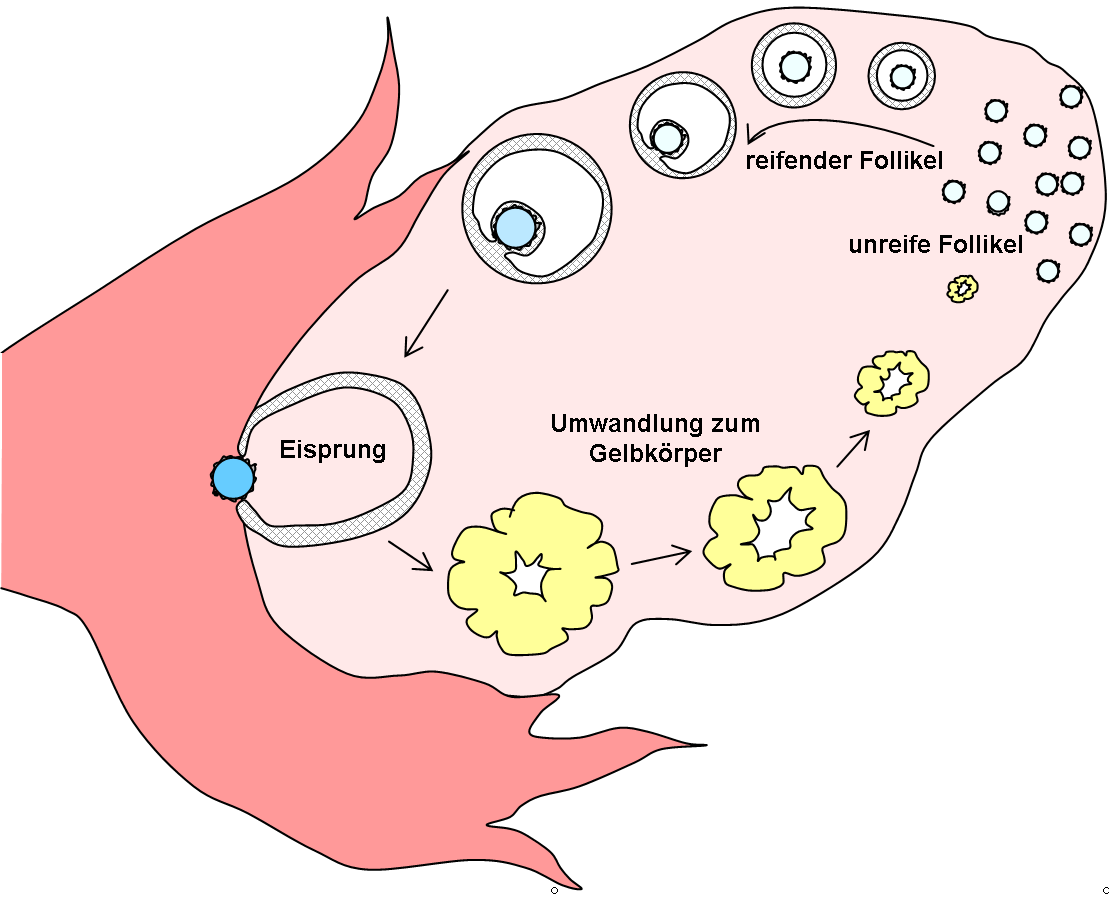
Vorgänge im Eierstock während der Eizellenreifung

Als Luteolyse bezeichnet man den Abbau (lysis lat. für „Auflösung“) des Gelbkörpers (lat. Corpus luteum) im Eierstock. Die Luteolyse erfolgt physiologisch in jedem Sexualzyklus bei ausbleibender Schwangerschaft beziehungsweise Trächtigkeit. Auch vor der Geburt kommt es zu einer Luteolyse.
Die Luteolyse wird durch das Hormon Prostaglandin F2α (PGF2α) ausgelöst. Darüber hinaus sind Zytokine und eventuell auch Gonadoliberin (GnRH) an diesem Prozess beteiligt. Es kommt zu einer Einwanderung von Makrophagen und zu einem Abbau des Kapillarnetzes und damit zur Rückbildung des Gelbkörpers. Durch Umbildungsprozesse entsteht ein „weißer Körper“ (Corpus albicans).
Medikamentös kann eine Luteolyse durch die Gabe von Prostaglandin F2α oder PGF2α-Analoga (Cloprostenol, Tiaprost)  eingeleitet werden. Dies wird vor allem zur Geburtseinleitung oder Behandlung persistierender Gelbkörper vorgenommen.